# Медаль «За безупречную службу в органах внутренних дел» (Азербайджан)
Медаль «За отличие на границе» (азерб. "Sərhəddə fərqlənməyə görə" medalı) — государственная награда Азербайджанской Республики. Учреждена законом № 97-IIIГ от 21 апреля 2006 года. Медаль «За безупречную службу в органах внутренних дел» имеет три степени.

## Основания для награждения
Медалью «За безупречную службу в органах внутренних дел» награждаются сотрудники, прослужившие в органах внутренних дел Азербайджанской Республики 10, 15 и 20 лет (с учетом срока службы в органах внутренних дел СССР) в календарном исчислении.

Медаль «За безупречную службу в органах внутренних дел» имеет три степени:
- Медаль 1-й степени «За безупречную службу в органах внутренних дел» — за 20 лет службы в органах внутренних дел;
- Медаль 2-й степени «За безупречную службу в органах внутренних дел» — за 15 лет службы в органах внутренних дел;
- Медаль 3-й степени «За безупречную службу в органах внутренних дел» — за 10 лет службы в органах внутренних дел.

## Способ ношения
Медаль «За безупречную службу в органах внутренних дел» носится на левой стороне груди, при наличии иных орденов и медалей Азербайджанской Республики — после них

## Описание медали
Медаль «За безупречную службу в органах внутренних дел» изготовлена из латуни в форме щита. На щите диаметром 32 мм изображены идущие из центра лучи и выпуклая восьмиконечная звезда, а между углами звезды — шары. На звезде изображен круг с эмблемой органов внутренних дел Азербайджанской Республики. Внутри круга расположен по кругу венок из дубовых листьев.
Медаль 1-й степени — золотого цвета, медаль 2-й степени — золотого с серебряными контурами и венком внутри медали, медаль 3-й степени — серебряного цвета.Оборотная сторона медали имеет гладкую поверхность, сверху по кругу написаны слова «Азербайджанская», внизу по кругу — слова «Республика», а в центре на медали 3-й степени — слова «за 10 лет безупречной службы», на медали 2-й степени — слова «за 15 лет безупречной службы», на медали 1-й степени — слова «за 20 лет безупречной службы». Медаль соединяется при помощи крючка и петли с металлическим щитом золотого цвета для медалей 1-й и 2-й степени, серебряного цвета для медали 3-й степени размером 20 мм х 42 мм, имеющей элемент для крепления к одежде. Щит спереди состоит из двух частей. Верхняя часть, являясь прямоугольником длиной 34 мм, покрыта шелковой лентой красного цвета, имеющей посередине
идущую в вертикальном направлении 1 полосу шириной 5 мм для медали 1 степени, 2 полосы шириной и расстоянием между полосами 2 мм для медали 2-й степени, 3 полосы шириной и расстоянием между полосами 2 мм для медали 3-й степени, для медалей 1-й и 2-й степени желтого, а для медали 3-й степени — серого цвета. Нижняя часть щита — это перевернутая трапеция высотой 8 мм. Внутри
трапеции, на идущих из её основания лучах изображены полумесяц и восьмиконечная звезда. К медали прилагается изготовленная из металла и обернутая в аналогичную шелковую ленту планка размером 20 мм х 10 мм, имеющая элемент для крепления к одежде.